# Taggpilört
Taggpilört (Persicaria bungeana) är en slideväxtart som först beskrevs av Porphir Kiril Nicolai Stepanowitsch Turczaninow, och fick sitt nu gällande namn av Takenoshin Nakai och Mori. Taggpilört ingår i släktet pilörter, och familjen slideväxter. Inga underarter finns listade i Catalogue of Life.